# 国立国会図書館関西館

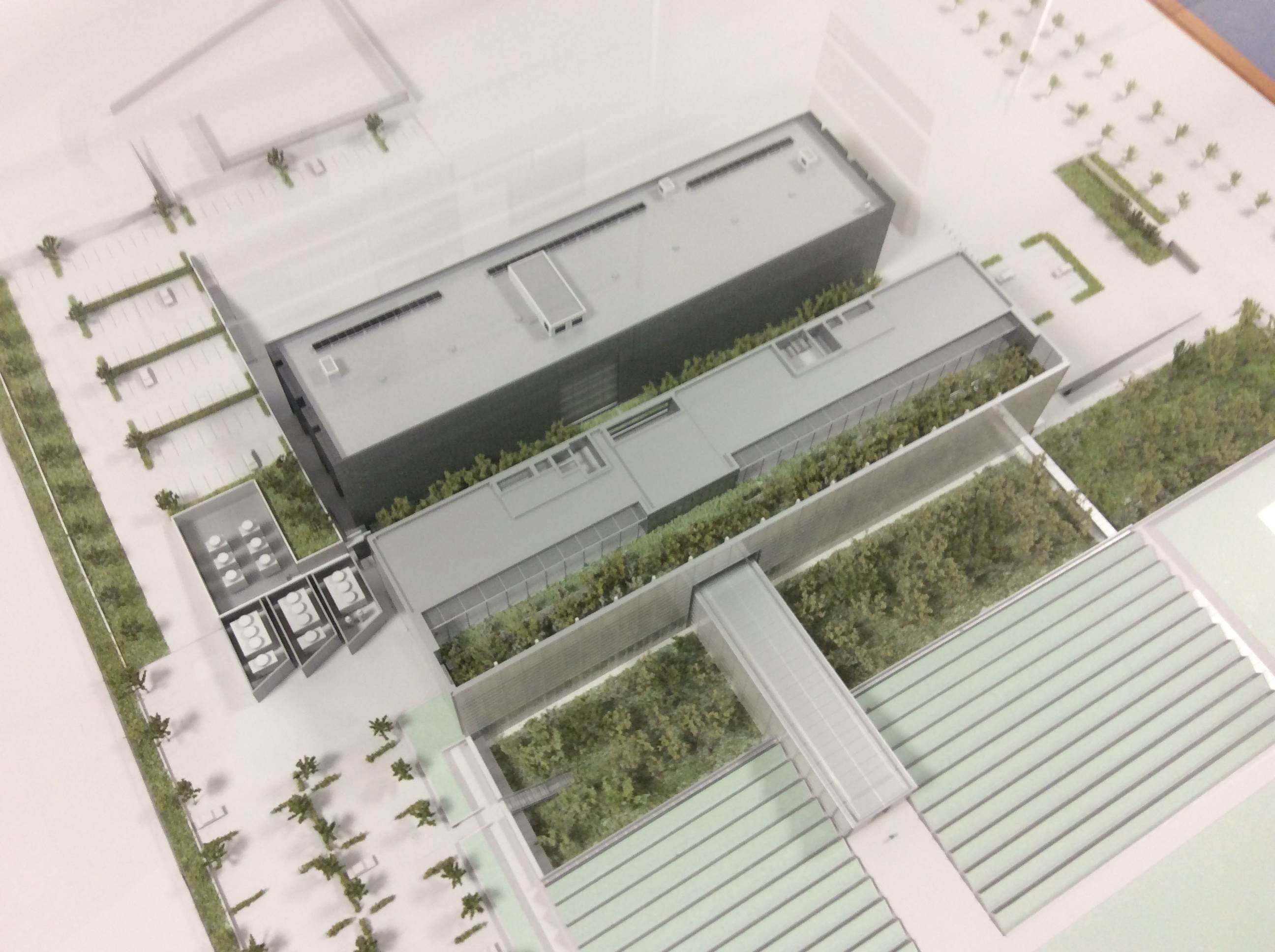
関西館増築計画の模型 日本設計設計（2016年9月29日撮影）

国立国会図書館 関西館（こくりつこっかいとしょかん かんさいかん）は、京都府相楽郡精華町にある国立国会図書館。

## 概要
国立国会図書館・東京本館の蔵書収容能力が限界に達しつつあるため、高度情報化社会に対応した「電子図書館」の機能をも盛り込み、2002年10月に京都府相楽郡精華町の関西文化学術研究都市に開館した。建築家陶器二三雄設計の建物は日本建築学会賞を受賞している。
国立国会図書館は「中央の図書館」および「支部図書館」で構成されている（国立国会図書館法第三条）。「中央の図書館」はふたつあり、ひとつは東京本館、もうひとつがこの関西館である（同法第十六条の二）。したがって、関西館は東京本館の別館や分館というわけではない。

## 沿革

### 年表
- 1978年11月 - 「近畿圏基本整備計画」の内閣総理大臣決定：関西の自治体や学会、経済界から「第二国立国会図書館」（仮称）の設置要望が高まる[2]。
- 1982年6月12日 - 国立国会図書館関西プロジェクト調査会が発足[2]。
- 1987年
  - 4月 - 同調査会、京阪奈丘陵（後の関西文化学術研究都市）への「第二国立国会図書館」の設置を答申[3]。
  - 5月18日 - 「国立国会図書館第二国立国会図書館（仮称）設立計画本部」が設置される[4]。
  - 7月21日 - 同本部「国立国会図書館関西館（仮称）設立に関する第一次基本構想」を館長に提出[4]。
- 1991年8月 - 特別顧問会議、「国立国会図書館関西館（仮称）設立に関する第二次基本構想」を策定[5]。
- 1994年
  - 5月 - 関西館準備室設置[6]。
  - 12月19日 - 国立国会図書館建築委員会、関西館の建設を国会に勧告、「国立国会図書館関西館（仮称）建設基本計画概要」を提出[7]。参議院（同月20日）および衆議院（翌年1月18日）がこれを了承[7]。
- 1996年8月 - 陶器二三雄の設計が採用される[8]。
- 1998年10月 - 関西館の建設工事が着工される[9]。
- 2002年
  - 3月 - 完工、引渡式挙行[10]。
  - 4月1日 - 関西館設置[11]。
  - 9月 - 本館からの資料移転が終了[12]。
  - 10月7日 - 関西館、開館[13]。
- 2013年 - 第2期施設の調査に着手[14]。
- 2014年11月17日 - 国立国会図書館建築委員会が2019年度竣工とする第2期施設第1段階の建設を勧告[15]。
- 2020年4月10日 - 新型コロナウイルス感染症の発生と緊急事態宣言の要請を受けて、関西館の休館を決定した[16]。休館期間は同年4月11日から5月20日までの予定にしていたが、5月27日に6月3日[注釈 1]までになることになった[18]。

## サービス
国会図書館関西館のサービスは、登録を完了した18歳以上の利用者向けに無料で提供されている。利用者は、地階にある総合閲覧室とアジア情報室の二つの閲覧室で閲覧を行うことができる。所蔵している資料の一部約12万点を開架している。
総合閲覧室には、開架式で日本語および欧米語の参考図書、抄録・索引誌、国内の官庁出版物・法令議会資料、図書館情報学資料、主要な雑誌・新聞、全国の電話帳等を配架している。国立国会図書館蔵書検索・申込システムOPAC（NDL-OPAC）を通じて、閉架図書の閲覧請求や蔵書検索が可能である。
一方、アジア情報室には、アジアに関連する日本語および外国語の図書、定期刊行物（雑誌、学術誌）、新聞などを開架式に配架している。また、アジア各国の書誌情報や図書館所蔵、新聞記事名検索データベースを利用できる国立国会図書館蔵書検索・申込システム端末も用意されているが、一部の情報は印刷ができない。
この他、個室の研究室の利用も可能である。館内には、当時の国内最大規模の自動書庫があり、約1700万点の資料を保存している。資料の出し入れは無人搬送車により自動化されている。
遠隔地へのサービスとアジア情報に重点を置いている。特に科学関連や外国雑誌の所蔵に強みをもち、国会図書館デジタルコレクションの実務を担う。国内出版物の国立国会図書館納本冊数は民間出版物の場合、納入義務があるのは1部だが2部目を寄贈した場合は原則として、1部目を東京本館、2部目を関西館に収蔵することとなっている。

### 館内に付帯する施設
4階に衆議院共済組合の運営するカフェテリアがある。かつては売店もあったが現在は閉鎖されている。

## 立地
関西文化学術研究都市の一角に位置し、精華大通りに面している。

## 交通手段・アクセス

### 公共交通機関
- 片町線 祝園駅・近鉄京都線 新祝園駅から奈良交通バス39・41系統もしくは精華くるりんバス南ルートに乗車、国立国会図書館下車（所要時間約10分）。
- 近鉄けいはんな線 学研奈良登美ヶ丘駅から奈良交通バス41・47・48系統に乗車、国立国会図書館下車（所要時間約15分）。
- 京都駅八条口から京阪バス・奈良交通バス京都けいはんな線に乗車、国立国会図書館下車（平日のみ運行。所要時間約45分）。

### 車
- 無料駐車場（約200台）・駐輪場が午前9時半から午後6時まで利用可能。
- 京都方面より：京奈和自動車道→精華学研IC→精華大通りを西へ
- 大阪方面より：国道163号→府道52号(奈良精華線)を北へ
- 奈良方面より：国道24号→国道163号→府道52号(奈良精華線)を北へ